# 임정수 (의사)
임정수(任正洙, 1968년 8월 26일 ~ )는 대한민국의 예방의학 전문의 및 의학박사이다. 현재, 국립암센터 국가암관리사업본부장과 중앙호스피스센터 센터장을 겸하고 있다.

## 학력
- 1987 ∼ 1993 전남대학교 의과대학 의학과 학사
- 1997 ∼ 1999 전남대학교 대학원 의학과 석사
- 1999 ∼ 2002 전남대학교 대학원 의학과 박사

## 주요 경력
- 1997 ∼ 2000 전남대학교 의과대학 예방의학 전공의
- 2000 ∼ 2001 서울대학교병원 의료관리학과 전임의
- 2001 ∼ 2002 국민건강보험공단 사회보장연구센터 책임연구원
- 2002 ∼ 2021 가천대학교 의과대학 예방의학과 교수
- 2004 ∼ 2021 인천지역암등록본부 위원
- 2009 ∼ 현재 질병관리청 중앙암역학조사반 위원
- 2010 ∼ 2012 보건복지부 암정복추진기획단 위원
- 2011 ∼ 2020 인천지역암센터 암관리사업부장
- 2014 ∼ 2019 한국건강증진개발원 이사
- 2017 ∼ 2021 가천대학교 보건대학원 원장
- 2019 ∼ 현재 대통령 직속 북방경제협력위원회 전문위원
- 2021 ∼ 현재 국립암센터 국가암관리사업본부장
- 2021 ∼ 현재 중앙호스피스센터 센터장

## 수상, 서훈 및 표창
- 2018.03  암예방의 날 근정포장(제110742호)